# Shevchenkove
Shevchénkove  (em ucraniano:  Шевче́нкове, AFI: [ˈʃɛu̯tʃenkowe] (escutarⓘ)) é uma aldeia da Ucrânia, situada no Raion de Izmail [en] de Oblast de Odesa. Pertence a Kilia urban hromada [uk], uma das hromadas da Ucrânia. Está localizado a 63 km do centro raion e a 28 km da estação ferroviária de Dzinilor. O território tem uma topografia plana. Um grande aglomerado de massas de água nas bacias do Danúbio e do norte do Mar Negro está concentrado em um raio de 30 km. De acordo com o censo de 2001 [en], viviam na aldeia 5.625 habitantes, o território é de 6,37 km² (terras agrícolas — 98,68 km²), e por ambos os indicadores é a maior aldeia do distrito.
A vila foi fundada em 1790 como um sloboda [en] Karamahmet do Império Otomano. Renomeado para vila de Shevchenkove em 14 de novembro de 1945 em homenagem ao poeta-kobzar Taras Shevchenko. A partir de 17 de julho de 2020, como parte da reforma administrativa na Ucrânia, Shevchenkove passou a fazer parte do Raion de Izmail após a abolição do Raion de Kilia [en].

## Infraestrutura

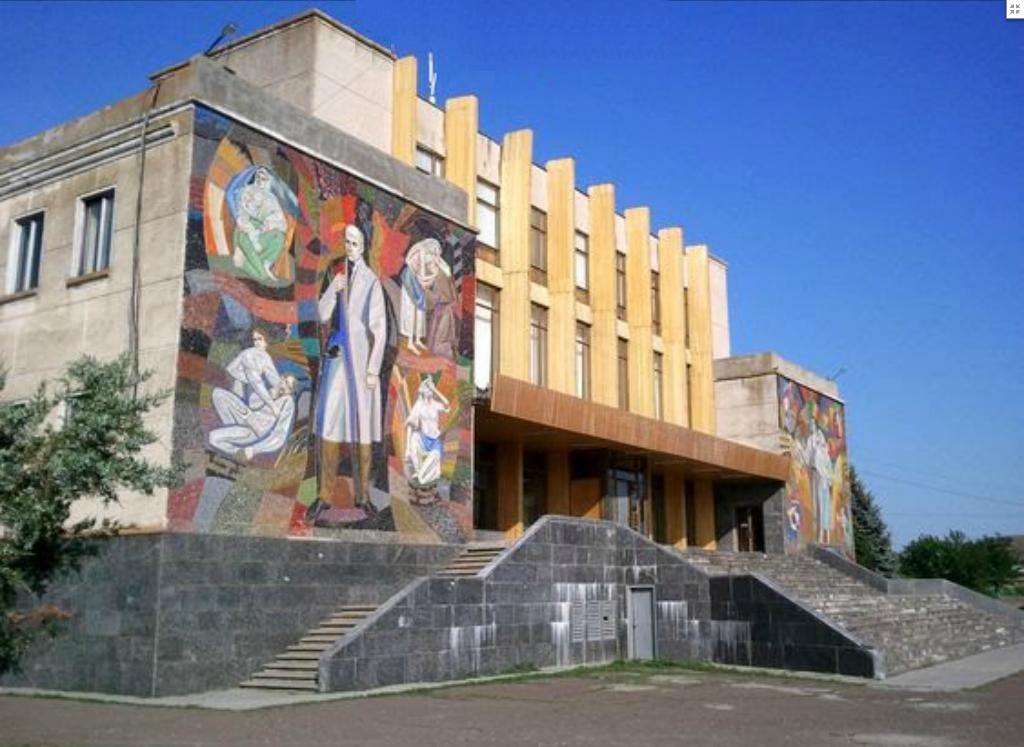
Palácio da Cultura
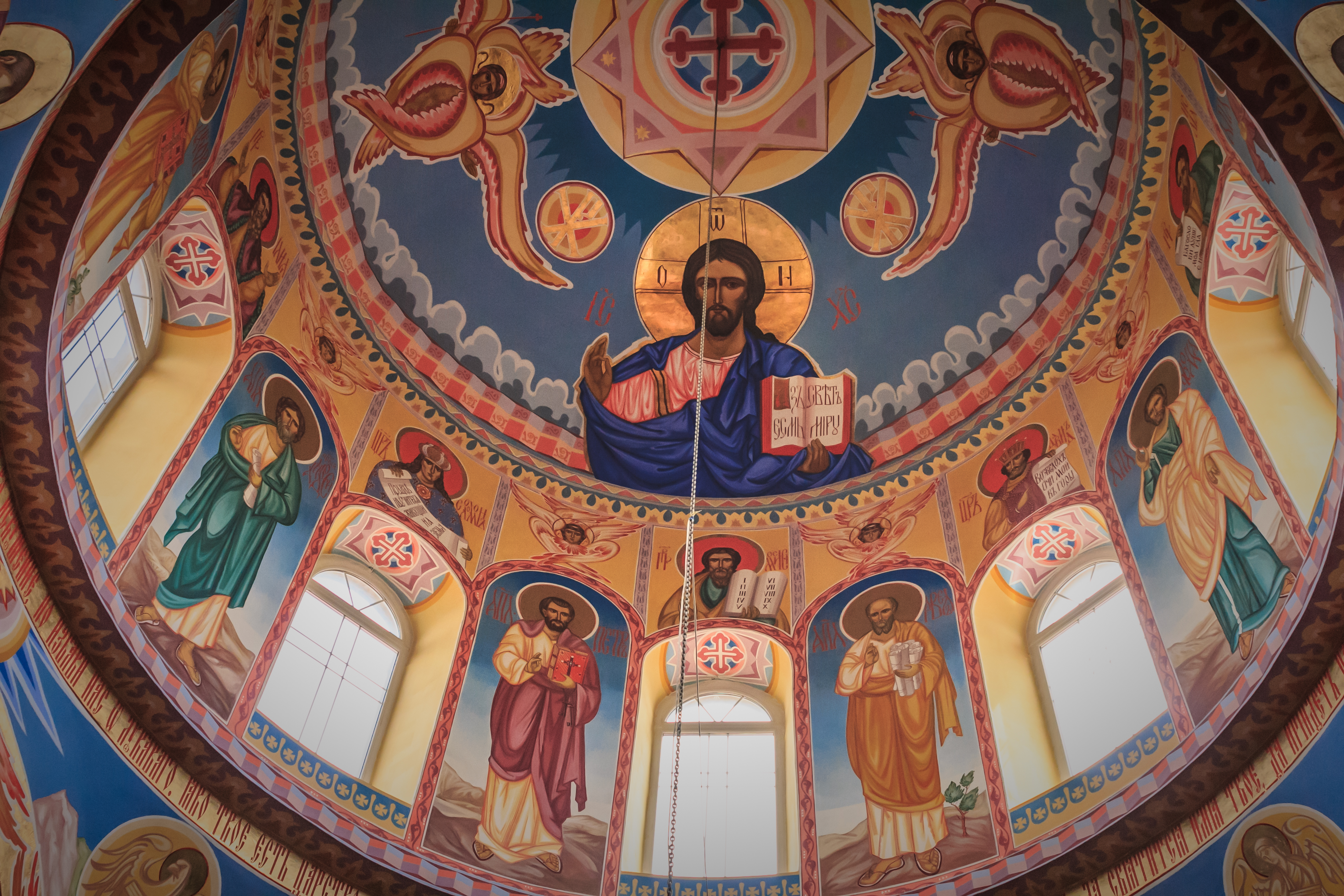
A cúpula da têmpora de São João (desde 2023 — Igreja Ortodoxa da Ucrânia)
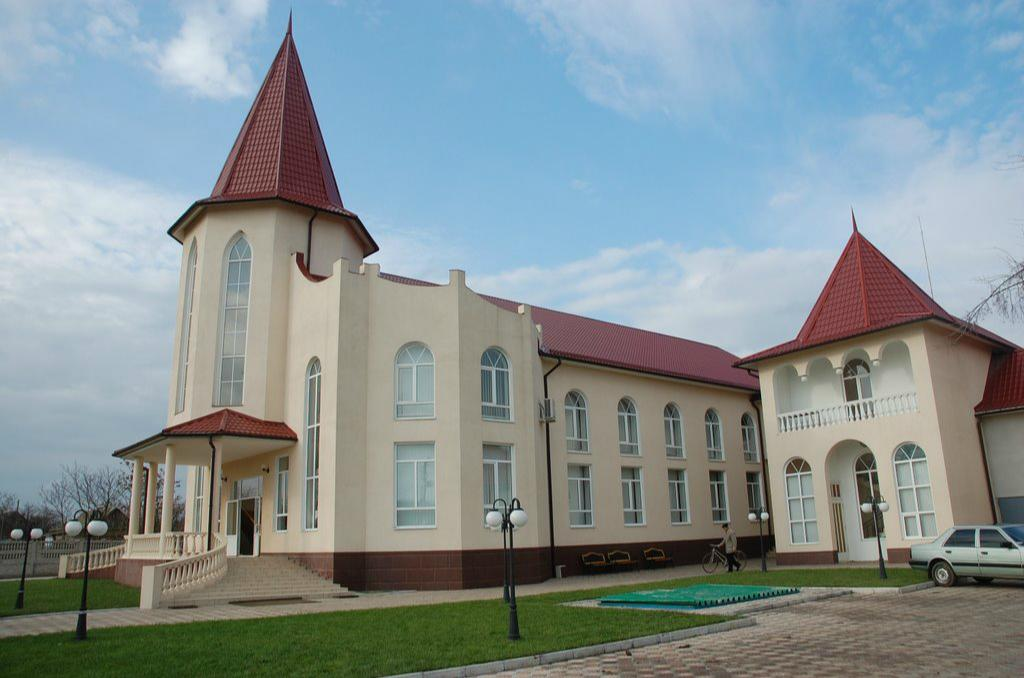
Fachada da Igreja Batista, também chamada de Casa do Evangelho

## História
Em 1776, próximo à propriedade do general do exército otomano, Kara Mahmet (em turco otomano: Kara Mehmet), na margem do riacho Techia, surgiu o primeiro assentamento ucraniano [fr], fundado por famílias cossacos de Zaporozhian Sich [en]. 23 de abril [Calend. juliano: 12 de abril] 1790, o assentamento foi transformado em sloboda [en]. Em 1812, após o Tratado de Bucareste, tornou-se parte do Oblast da Bessarábia do Império Russo. Em 9 de outubro [Calend. juliano: 27 de setembro] 1848, a igreja construída foi consagrada no dia do apóstolo e evangelista João. Em 1856, de acordo com os resultados do Tratado de Paris, a assentamento passou a fazer parte dos estados sob suserania do Império Otomano: Principado da Moldávia (1856–1859), Principados Unidos da Valáquia e Moldávia (1859–1862), Principados Unidos Romenos (1862–1866), Principado da Romênia (1866–1878). Sloboda tornou-se uma vila e obrigações trabalhistas e impostos foram introduzidos para os habitantes. Em 1878, de acordo com o Tratado de Berlim, a vila retornou ao Gubernia da Bessarábia do Império Russo, e o Principado da Romênia conquistou sua independência. Em 1917, após o dissolução da Império Russo, a vila tornou-se parte da autoproclamada República Democrática da Moldávia, formada na antiga Gubernia da Bessarábia. Em 1918, o Reino da Romênia introduziu tropas romenas na Bessarábia [en] (incluindo a vila) e foi tomada a decisão de unir a Bessarábia ao Reino da Romênia. Em 1940, de acordo com o Pacto Molotov-Ribbentrop, a União Soviética anexou a Bessarábia à URSS, e a vila pertencia ao RSS da Ucrânia. 1941, após o início da Operação Barbarossa pelos fascistas, a vila está sob ocupação do Reino da Romênia. Em 1944, durante a segunda ofensiva de Jassy-Kishinev [en], o exército soviético libertou a vila dos fascistas e, em 14 de novembro 1945, ela foi renomeada para Shevchenkove. Em 1991, após a dissolução da União Soviética, a vila passou a fazer parte da Ucrânia.

## Demografia
Distribuição da população por língua materna:
De acordo com o censo de 2001, a maioria da população de Shevchenkove era de língua ucraniana (96,85%).